# Villa Medici La Magia

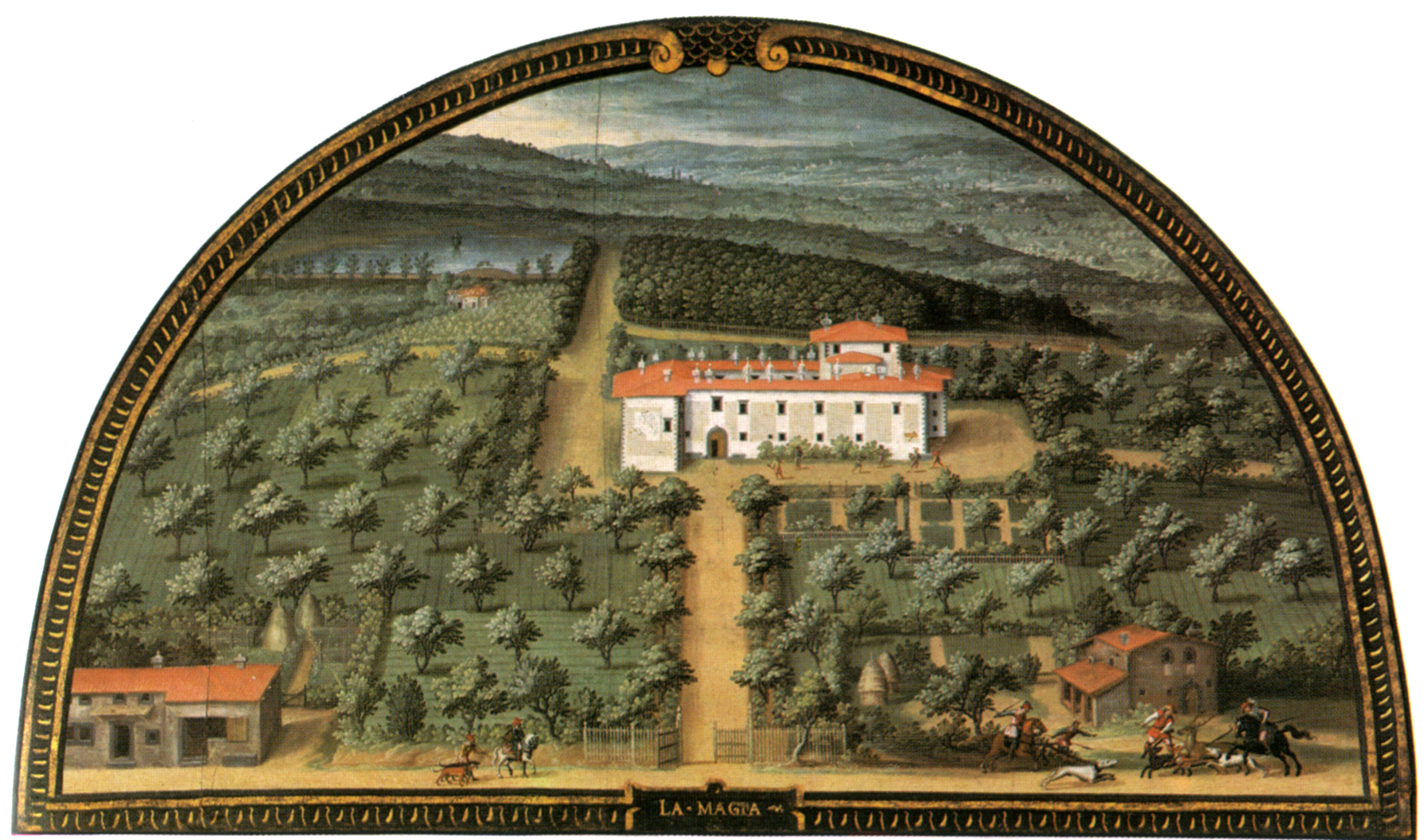
La Magia, Lünette von Giusto Utens in der Villa La Petraia, Florenz

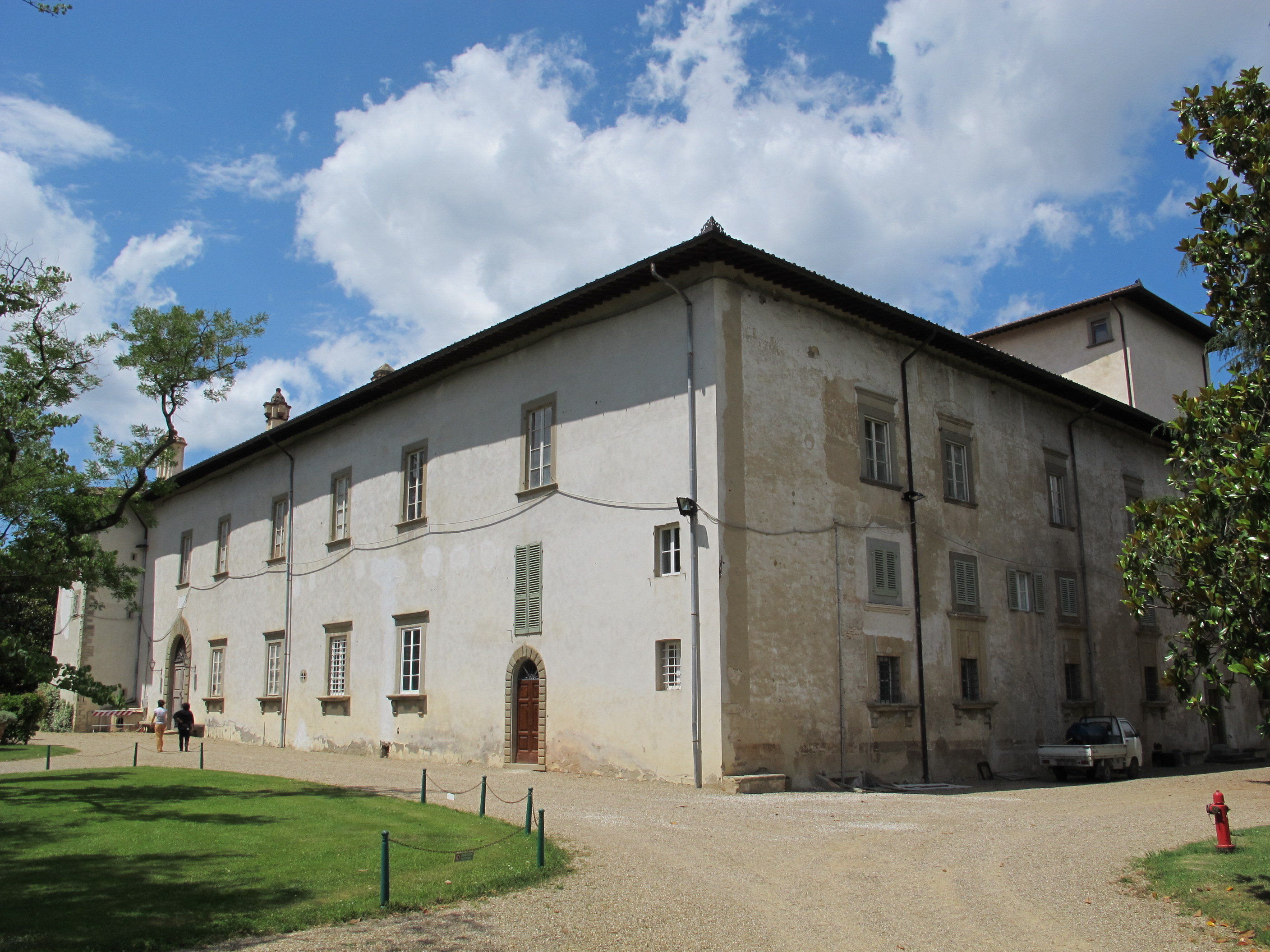
Villa La Magia

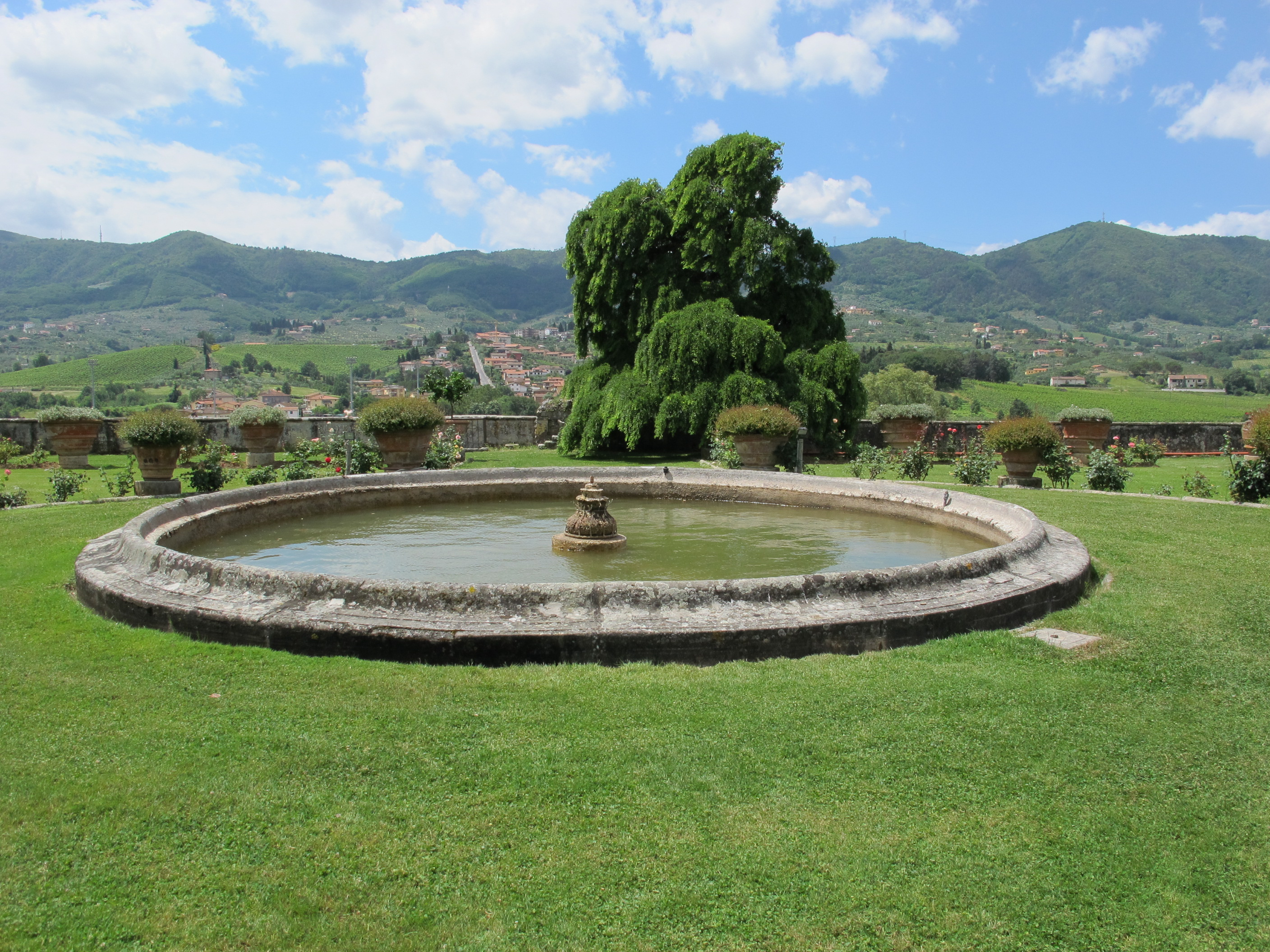
Garten

Villa La Magia [la ˈmad͡ʒa] im Zentrum von Quarrata ist eine bedeutende Medici-Villa.

## Geschichte
Der Kern des Gebäudes stammt aus dem 14. Jahrhundert und wurde für die Familie Panciatichi errichtet. Die strategisch günstig gelegene Villa wurde 1583 von Großherzog Francesco I. erworben. Sein Jagdgebiet grenzte an das Gelände der Villa Medici von Poggio a Caiano, an jenes der Villa Medici von Artimino, der Villa Medici L’Ambrogiana und der Villa Medici von Montevettolini. Hofarchitekt Bernardo Buontalenti baute das Gebäude um. 1585 waren die Arbeiten bereits beendet.
1752 ging der Landsitz an die Familie Ricasoli, 1766 an die Amati, heute ist er Gemeindebesitz.